# Spelaeobochica muchmorei
Espèce
Spelaeobochica muchmorei est une espèce de pseudoscorpions de la famille des Bochicidae.

## Distribution
Cette espèce est endémique de l'État de São Paulo au Brésil. Elle se rencontre à Iporanga dans la grotte Gruta Ressurgência das Areias.

## Étymologie
Cette espèce est nommée en l'honneur de William B. Muchmore.

## Publication originale
- Andrade & Mahnert, 2003 : Spelaeobochica muchmorei sp. n., a new cavernicolous pseudoscorpion (Pseudoscorpiones: Bochicidae) from Brazil (Sao Paulo State). Revue Suisse de Zoologie, vol. 110, no 3, p. 541-546 (texte intégral).